# 成宜
成 宜（せい ぎ、? - 211年）は、中国後漢末期の人物。『三国志』魏書武帝紀・蜀書馬超伝などに記述がある。
馬超・韓遂らと同盟を結び反乱を起こした。正史の本文中において、馬超・韓遂と共に名が列挙されている部分が散見され、また、別の場所では楊秋・李堪とともに名を挙げられており、いわゆる「関中八部」の中では実力者であったと思われる。潼関の戦いで曹操軍を相手に善戦し活躍するものの、馬超と韓遂の内紛の隙を衝かれて敗れ、馬超・韓遂が涼州へ、楊秋も安定へ逃亡した。成宜は李堪等とともに戦死している。
小説『三国志演義』では、韓遂の「手下八部」の一人として奮戦するが、途中の一戦で夏侯淵に討ち取られ戦死している。